# Mosale, Arsikere
Mosale là một làng thuộc tehsil Arsikere, huyện Hassan, bang Karnataka, Ấn Độ.